# Мови Гватемали
Офіційною мовою Гватемали є іспанська. Як першою чи другою мовою нею володіють 93 % населення. Крім іспанської, в Гватемалі розповсюджена 21 маянська мови, а також 2 індіанські мови, які не відносяться до маянської сім'ї — шинканські мови (ізоляти) і гарифуна (аравакська сім'я). Відповідно до Закону про мови 2003 року, мови мая, шинка і гарифуна визнаються національними мовами.

## Список мов
| мова            | сім'я           | група                | кількість носіїв | відсоток | примітка | джерело |
| --------------- | --------------- | -------------------- | ---------------- | -------- | --- | ------- |
| Іспанська       | Індоєвропейські | Романські            | 9 481 907        |          | Хоча іспанська — офіційна мова країни, для значної частини населення вона не є рідною або використовується лише як друга мова. В Гватемалі розповсюджені 24 індіанські мови. |         |
| Кіче            | Маянські        | Кіче                 | 1 000 000        | 11,31    | Розповсюджена в 6 департаментах: в 5 муніципалітетах департамента Солола, в департаментах Тотонікапан, Кесальтенанго, Кіче, Сучитепекес і Реталулеу.                         | .       |
| Кекчі           | Маянські        | Кіче                 | 555 461          | 7,58     | Розповсюджена в департаментах Альта-Верапас, Петен, Ісабаль і Кіче. | .       |
| Какчикель       | Маянські        | Кіче                 | 500 000          | 7,41     | Розповсюджена в 6 департаментах: Гватемала, Чимальтенанго, Ескуїнтла, Сучитепекес, Баха-Верапас і Солола.                                                                    | .       |
| Мамська         | Маянські        | Мамейські            | 480 000          | 5,49     | Розповсюджена в 3 департаментах: Кесальтенанго, Сан-Маркос і Уеуетенанго. | .       |
| Покомчі         | Маянські        | Кіче                 | 92 000           | 1,02     | Розповсюджена в департаментах Баха-Верапас і Альта-Верапас. | .       |
| Цутухільська    | Маянські        | Кіче                 | 88 300           | 0,7      | Розповсюджена в департаментах Солола і Сучитепекес. | [ 3 ]   |
| Ачі             | Маянські        | Кіче                 | 85 552           | 0,94     | Розповсюджена в 5 муніципалітетах департамента Баха-Верапас. | .       |
| Канхобальска    | Маянські        | Канчобальсько-чуські | 77 700           | 1,42     | Розповсюджена в 4 муніципалітетах департамента Уеуетенанго. | .       |
| Ішильська       | Маянські        | Мамейські            | 70 000           | 0,85     | Розповсюджена в 3 муніципалітетах департамента Кіче, також відомих, як ішильський трикутник: Санта-Марія-Небах, Сан-Гаспар-Чахуль, і Сан-Хуан-Котсал.                        | .       |
| Акатецька       | Маянські        | Канчобальсько-чуські | 48 500           | 0,35     | Розповсюджена в 2 муніципалітетах департамента Уеуетенанго: Сан-Мігель-Акатан і Сан-Рафаель-Ла-Індепенденсія.                                                                | .       |
| Хакальтецька    | Маянські        | Канчобальсько-чуські | 40 000           | 0,42     | Розповсюджена в департаменті Уеуетенанго. | .       |
| Чуська          | Маянські        | Канчобальсько-чуські | 40 000           | 0,57     | Розповсюджена в 3 муніципалітетах департамента Уеуетенанго. | .       |
| Покомамська     | Маянські        | Кіче                 | 30 000           | 0,37     | Розповсюджена в департаментах Халапа і Ескуїнтла . | .       |
| Чорті           | Маянські        | Чольські             | 30 000           | 0,42     | Розповсюджена в 2 муніципалітетах департамента Чикімула, а також в частині муніципалітету Ла-Уніон департамента Сакапа.                                                      | .       |
| Авакатецька     | Маянські        | Мамейська            | 18 000           | 0,10     | Розповсюджена в основному в муніципалітеті Агуакатан департамента Уеуетенанго.                                                                                               | .       |
| Сакапультецька  | Маянські        | Кіче                 | 9763             | 0,09     | Розповсюджена в муніципалітеті Сакапулас департамента Кіче. | .       |
| Сипакапенсе     | Маянські        | Кіче                 | 8000             |          | Розповсюджена тільки в муніципалітеті Сіпакапе департамента Сан-Маркос. |         |
| Гарифуна        | Аравакські      | Прикарибська         | 5860             | 0,04     | Не відноситься до маянських мов. Була привнесена на дану територію рабами, привезеними сюди іспанськими колоністами з інших районів. Розповсюджена в департаменті Ісабаль.   | .       |
| Успантецька     | Маянські        | Кіче                 | 3000             | 0,07     | Розповсюджена в муніципалітетах Успантлан і Чикаман департамента Кіче. | .       |
| Тектитецька     | Маянські        | Мамейські            | 2265             | 0,02     | Розповсюджена в муніципалітеті Тектитан департамента Уеуетенанго | .       |
| Мопанська       | Маянські        | Юкатанські           | 2000             | 0,03     | Розповсюджена в департаменте Петен | .       |
| Шинканські мови | Ізольовані      | —                    | 16               | <0,01    | Не відносяться до маянських мов і мають невідоме походження. Розповсюджена в департаментах Санта-Роса і Хутьяпа. Знаходиться під загрозою зникнення.                         |         |
| Іца             | Маянські        | Юкатанські           | 12               | <0,01    | Розповсюджена в 6 муніципалітетах департамента Петен |         |